# Gottfried Haschke
Pour les articles homonymes, voir Haschke.
Gottfried Haschke, né le 25 mars 1935 à Großhennersdorf (Allemagne) et mort le 2 décembre 2018, est un homme politique est-allemand. Il est ministre de l'Agriculture, des Forêts et de l'Agroalimentaire par intérim en 1990.